# St. Vitus (Kupferberg)

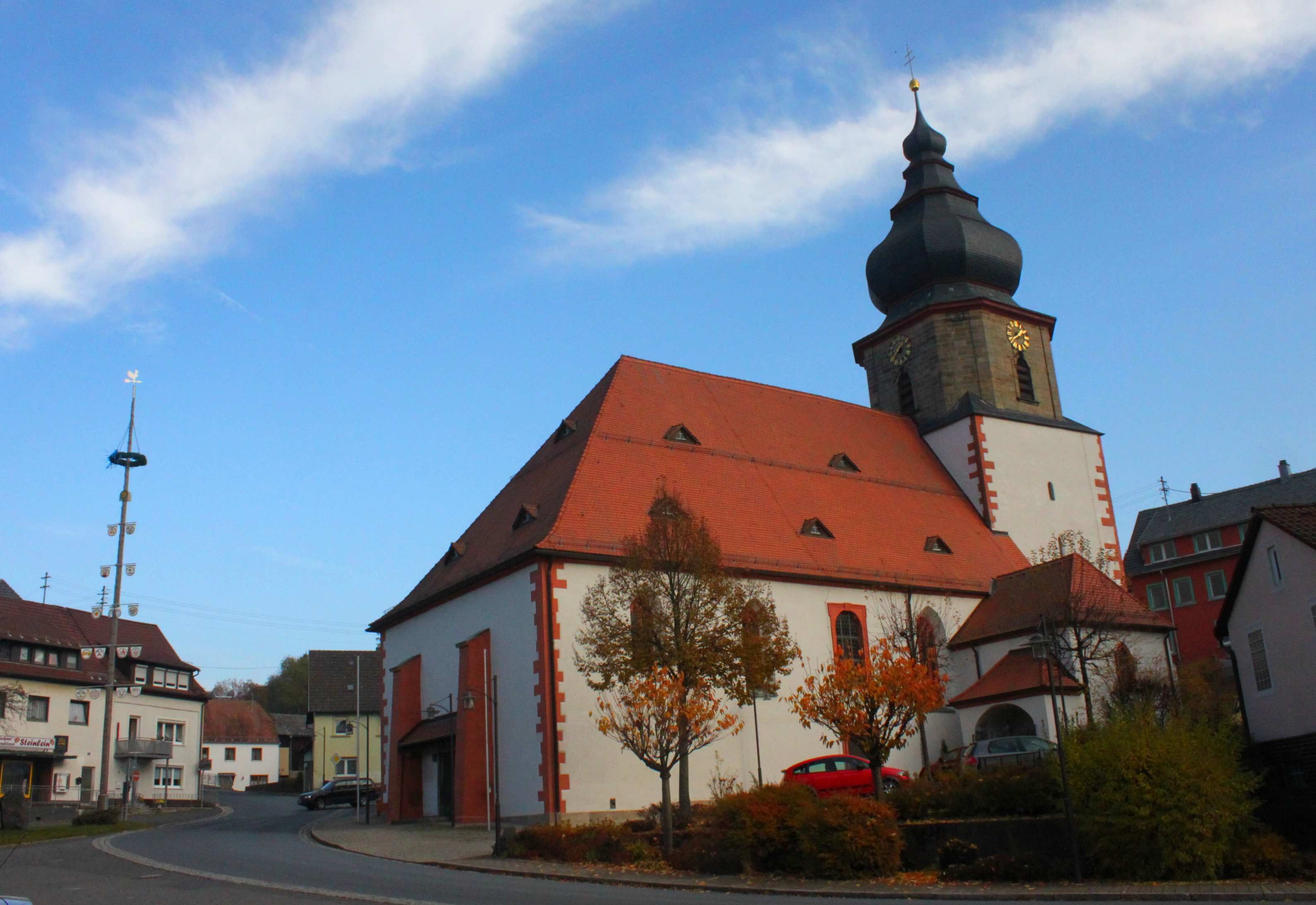
St. Vitus in Kupferberg

Die römisch-katholische, denkmalgeschützte Pfarrkirche St. Vitus steht in Kupferberg, einer Stadt im oberfränkischen Landkreis Kulmbach in Bayern. Sie entstand um 1300 als Muttergottes-Kirche. Die Kirchengemeinde gehört zum Seelsorgebereich Kulmbach im Dekanat Hof des Erzbistums Bamberg.

## Beschreibung
Der Chorturm der spätgotischen Hallenkirche stammt im Kern aus dem 13./14. Jahrhundert. Er wurde 1752 nach einem Entwurf von Johann Jakob Michael Küchel aufgestockt, um die Turmuhr und den Glockenstuhl für die vier Kirchenglocken unterzubringen, und mit einer schiefergedeckten Welschen Haube bedeckt. Der Chor befindet sich im Erdgeschoss des Chorturms. Dort ist in einer Mauer ein Sakramentshaus eingelassen. 
Das 1511 gebaute Langhaus aus drei Kirchenschiffen hat fünf Joche. Das Mittelschiff ist mit einem Netzgewölbe überspannt, die Seitenschiffe mit Kreuzgewölben. Eine Statue der Maria, der die Kirche ursprünglich geweiht war, steht im Hochaltar. Der Heilige Vitus steht in einer Seitennische. Das Taufbecken ist von 1663 und die Kanzel stammt aus der Bauzeit. Die übrige Kirchenausstattung ist neugotisch.